# Maria Ștefan
Maria Ștefan-Mihoreanu (Jurilovca, 16 de febrero de 1954) es una deportista rumana que compitió en piragüismo en la modalidad de aguas tranquilas.
Participó en tres Juegos Olímpicos de Verano entre los años 1976 y 1984, obteniendo una medalla de oro en la edición de Los Ángeles 1984 en la prueba de K4 500 m. Ganó tres medallas en el Campeonato Mundial de Piragüismo en los años 1981 y 1983.

## Palmarés internacional
| Juegos Olímpicos   | Juegos Olímpicos             | Juegos Olímpicos  | Juegos Olímpicos |
| Año                | Lugar                        | Medalla           | Evento           |
| ------------------ | ---------------------------- | ----------------- | ---------------- |
| 1984               | Los Ángeles (Estados Unidos) | Medalla de oro    | K4 500 m         |
| Campeonato Mundial |                              |                   |                  |
| Año                | Lugar                        | Medalla           | Evento           |
| 1981               | Nottingham (Reino Unido)     | Medalla de bronce | K2 500 m         |
| 1983               | Tampere (Finlandia)          | Medalla de bronce | K1 500 m         |
| 1983               | Tampere (Finlandia)          | Medalla de bronce | K4 500 m         |